# Rimvydas Jasinavičius
Rimvydas Jasinavičius (* 11. September 1943 in Kaunas) ist ein litauischer Manager und ehemaliger Politiker, Industrieminister.

## Leben
Ab 1961 arbeitete er im Verband „Vilma“. November 1972 promovierte er am Institut für Kommunikationen der Elektrotechnik in Moskau. Ab 1991 lehrte er als Dozent an der Vilniaus universitetas. Von 1989 bis 1990 war er Präsident von Lietuvos pramonininkų konfederacija, 1990 litauischer Industrieminister in der ersten litauischen Regierung (Kabinett Prunskienė) nach 1990. 1992 gründete er entwickelte UAB „Bennet Distributors“, war Generaldirektor und Aufsichtsratsvorsitzender. Er lehrt an der Mykolo Romerio universitetas und ist Unternehmensberater.